# Bahčisarajski mirovni sporazum
Bahčisarajski mirovni sporazum (rusko Бахчисарайский мирный договор, Bahčisarajskij mirnij dogovor, turško Bahçesaray Antlaşması) je bil sporazum, s katerim se je končala rusko-turška vojna (1676-1681). 
Sporazum so 3. januarja 1681 podpisale Carska Rusija, Osmansko cesarstvo in Krimski kanat. Sprte strani so se dogovorile za dvajsetletno premirje in mejo na reki Dneper, ki naj bi ločevala Osmansko cesarstvo od domen Carske Rusije. Vse strani so se strinjale, da ozemlja med rekama Južni Bug in Dneper ne bodo naselili. Nogajska horda je obdržala pravico živeti nomadsko življenje v južnih stepah Ukrajine, kozaki pa so si pridržali pravico do ribolova v Dnepru in njegovih pritokih, pridobivanja soli na jugu in plovbe po Dnepru in Črnem morju. Sultan je priznal suverenost Moskve v Levobrežni Ukrajini in posestih Zaporoških kozakov, medtem ko so južni del Kijevske regije,  Bratslavska regija in Podolje ostali pod osmansko oblastjo. Bahčisarajski mirovni sporazum  je ponovno prekrojil meje med sosednjimi državami. Imel je  tudi velik mednarodni pomen in postal spodbuda za sklenitev "Večnega miru" med Rusijo in Poljsko leta 1686.

## Posledice
Carska Rusija se je kljub temu, da je podpisala mirovni sporazum, leta 1686 pridružila evropski koaliciji proti Osmanskemu cesarstvu. 

## Sklic
1. ↑   Treaty of Bakhchisarai.  Alexander Mikaberidze. Conflict and Conquest in the Islamic World: A Historical Encyclopedia, Vol. I, ur. Alexander Mikaberidze, ABC-CLIO, 2011. str. 181.

## Vir
- Treaty of Bakhchisarai - Article in the Encyclopedia of Ukraine